# Теодорос Пангалос (генерал)
Теодорос Пангалос (грец. Θεόδωρος Πάγκαλος; 11 січня 1878 — 26 лютого 1952) — грецький генерал і політик, диктатор у 1925–1926 роках, 1926 року недовго займав пост президента й одночасно прем'єр-міністра країни. Активний прибічник Елефтеріоса Венізелоса. Троюрідний брат Костянтина Пангало (видатного ботаніка) й дідусь міністра закордонних справ Греції Теодороса Пангалоса.

## Життєпис
Народився на острові Саламін. Був першим учнем класу 1900 року в Академії кадетів грецької армії. Продовжив навчання в Парижі. 1916 року підтримав Элефтеріоса Венізелоса в його боротьбі з королем Костянтином I, який у вдячність надав йому високу посаду в міністерстві оборони.
Брав участь у Грецько-турецькій війні як член Генерального штабу, але після повернення на трон Костянтина I був понижений у посаді.
1922 року Пангалос підтримав державний переворот Ніколаоса Пластіраса, який усунув монархію та започаткував Другу республіку, за що був призначений на пост міністра оборони нового режиму. Його першим кроком на посаді було започаткування військових трибуналів для засудження низки відомих монархістів; багато процесів завершились стратами. Потім був переведений до Салонік, де займався реорганізацією військ, створивши загрозу можливого вторгнення до Туреччини. Посилення позицій грецьких військ зміцнило й позиції держави на майбутніх мирних перемовинах під час укладання Лозаннської угоди.
Переконаний націоналіст, Пангалос виступив проти умов угоди, й оголосив, що його війська нападуть на Туреччину, щоб не допустити набуття угодою чинності. Був змушений піти у відставку, однак набув популярності серед широких верств населення. У низці наступних урядів Пангалос отримував міністерські пости.
Пангалос був православним арнаутом за походженням, пишався цим і прагнув до покращення стосунків з Албанією, зокрема, шляхом розширення прав албанськомовної меншини.

## При владі
24 червня 1925 року прибічники Пангалоса, за умов політичної кризи, що спалахнула, здійснили державний переворот. Пангалос негайно започаткував трибунали для переслідування своїх супротивників, включаючи колишнього шефа Пластіраса. Обмежив свободу друку, видав низку обмежувальних законів (один з них вимагав, щоб спідниця підіймалась не більше ніж на 30 см від землі). 3 січня 1926 року проголосив себе диктатором, а у квітні того ж року був обраний президентом.
За часів своєї диктатури почав переслідування Грецької комуністичної партії, яке сягнуло кульмінації вже після втрати ним влади. За його ініціативою стався інцидент у Петричі, коли грецькі війська вторглись на болгарську територію, що підірвав міжнародну репутацію Греції.
Невдоволені його політикою, офіцери усунули його від влади, й 24 серпня 1926 року Павлос Кунтуріотіс був відновлений на посаді президента.